# Morgan Lake
Morgan Lake (ur. 12 maja 1997 w Milton Keynes) – brytyjska lekkoatletka specjalizująca się w wielobojach oraz skoku wzwyż.
W 2014 została mistrzynią świata juniorów w siedmioboju oraz w skoku wzwyż. Mistrzyni Europy juniorów w skoku wzwyż (2015).
Wystąpiła w finale konkursu skoku wzwyż na igrzyskach olimpijskich w Rio de Janeiro (2016), zajmując w nim 10. miejsce.
Szósta zawodniczka światowego czempionatu w Londynie (2017).
Medalistka mistrzostw Wielkiej Brytanii.

## Osiągnięcia
| Rok  | Impreza                                 | Miejsce        | Konkurencja | Lokata            | Wynik     | Reprezentacja |
| ---- | --------------------------------------- | -------------- | ----------- | ----------------- | --------- | ------------- |
| 2013 | Mistrzostwa świata juniorów młodszych   | Donieck        | siedmiobój  | –                 | DNF       | GBR           |
| 2014 | Mistrzostwa świata juniorów             | Eugene         | skok wzwyż  | 1. miejsce        | 1,93      | GBR           |
| 2014 | Mistrzostwa świata juniorów             | Eugene         | siedmiobój  | 1. miejsce        | 6148 pkt. | GBR           |
| 2014 | Mistrzostwa Europy                      | Zurych         | skok wzwyż  | el. – 17. miejsce | 1,85      | GBR           |
| 2015 | Halowe mistrzostwa Europy               | Praga          | pięciobój   | 9. miejsce        | 4527 pkt. | GBR           |
| 2015 | Mistrzostwa Europy juniorów             | Eskilstuna     | skok wzwyż  | 1. miejsce        | 1,91      | GBR           |
| 2015 | Mistrzostwa świata                      | Pekin          | skok wzwyż  | el. – 14. miejsce | 1,89      | GBR           |
| 2016 | Halowe mistrzostwa świata               | Portland       | pięciobój   | 7. miejsce        | 4499 pkt. | GBR           |
| 2016 | Mistrzostwa Europy                      | Amsterdam      | siedmiobój  | –                 | DNF       | GBR           |
| 2016 | Igrzyska olimpijskie                    | Rio de Janeiro | skok wzwyż  | 10. miejsce       | 1,93      | GBR           |
| 2017 | Halowe mistrzostwa Europy               | Belgrad        | skok wzwyż  | 8. miejsce        | 1,85      | GBR           |
| 2017 | Superliga drużynowych mistrzostw Europy | Lille          | skok wzwyż  | 7. miejsce        | 1,85      | GBR           |
| 2017 | Mistrzostwa świata                      | Londyn         | skok wzwyż  | 6. miejsce        | 1,95      | GBR           |
| 2018 | Halowe mistrzostwa świata               | Birmingham     | skok wzwyż  | 4. miejsce        | 1,93      | GBR           |
| 2018 | Igrzyska Wspólnoty Narodów              | Gold Coast     | skok wzwyż  | 2. miejsce        | 1,93      | ENG           |
| 2018 | Mistrzostwa Europy                      | Berlin         | skok wzwyż  | 7. miejsce        | 1,91      | GBR           |
| 2019 | Halowe mistrzostwa Europy               | Glasgow        | skok wzwyż  | 9. miejsce        | 1,91      | GBR           |
| 2019 | Młodzieżowe mistrzostwa Europy          | Gävle          | skok wzwyż  | 6. miejsce        | 1,85      | GBR           |
| 2019 | Mistrzostwa świata                      | Doha           | skok wzwyż  | el. – 18. miejsce | 1,85      | GBR           |
| 2021 | Halowe mistrzostwa Europy               | Toruń          | skok wzwyż  | el. – 13. miejsce | 1,87      | GBR           |
| 2021 | Igrzyska olimpijskie                    | Tokio          | skok wzwyż  | –                 | DNS       | GBR           |
| 2022 | Igrzyska Wspólnoty Narodów              | Birmingham     | skok wzwyż  | 4. miejsce        | 1,92      | ENG           |
| 2022 | Mistrzostwa Europy                      | Monachium      | skok wzwyż  | 7. miejsce        | 1,90      | GBR           |
| 2023 | Halowe mistrzostwa Europy               | Stambuł        | skok wzwyż  | 7. miejsce        | 1,86      | GBR           |
| 2023 | Mistrzostwa świata                      | Budapeszt      | skok wzwyż  | 4. miejsce        | 1,97      | GBR           |
| 2024 | Halowe mistrzostwa świata               | Glasgow        | skok wzwyż  | 6. miejsce        | 1,92      | GBR           |
| 2024 | Mistrzostwa Europy                      | Rzym           | skok wzwyż  | 6. miejsce        | 1,90      | GBR           |
| 2024 | Igrzyska olimpijskie                    | Paryż          | skok wzwyż  | el. – 15. miejsce | 1,88      | GBR           |
| 2025 | Halowe mistrzostwa Europy               | Apeldoorn      | skok wzwyż  | 5. miejsce        | 1,92      | GBR           |

## Rekordy życiowe
- skok wzwyż (stadion) – 1,97 (2018, 2023) rekord Wielkiej Brytanii młodzieżowców
- skok wzwyż (hala) – 1,99 (2023) rekord Wielkiej Brytanii
- pięciobój (hala) – 4527 pkt. (2015)
- siedmiobój – 6148 pkt. (2014)